# Marco Althaus
Marco Althaus (* 19. Januar 1971 in Göttingen) ist ein deutscher Politikwissenschaftler, Publizist und Experte für politische Öffentlichkeitsarbeit. Er ist Professor für Politische Kommunikation an der Hochschule für öffentliche Verwaltung und Finanzen Ludwigsburg.

## Leben
Althaus studierte Politikwissenschaft an der Freien Universität Berlin und an der Duke University (USA) sowie Bildungswissenschaften an der Capella University (USA). Seinen Abschluss als Diplom-Politologe machte er mit einer Forschungsarbeit über das Bundeskanzleramt, seine Promotion bei Peter Lösche an der Georg-August-Universität Göttingen beschäftigte sich mit Wahlkampfberatung in den USA. Dazu absolvierte er ein Master-Studium an der Graduate School of Political Management, George Washington University, Washington DC. Zugleich war er Research Fellow des German Marshall Fund of the United States.
Zunächst war er als politischer Journalist tätig. 1995 leistete er Wehrdienst als Redakteur bei Aktuell – Zeitung für die Bundeswehr im Presse- und Informationsstab im Bundesministerium der Verteidigung in Bonn, anschließend absolvierte er 1996–1997 das Volontariat bei der Frankfurter Allgemeinen Zeitung in Frankfurt am Main, bevor er 1998 Landespolitik-Redakteur bei der Neuen Presse in Hannover wurde, dann von 2001 bis 2003 Leiter der Pressestelle des Niedersächsischen Ministeriums für Wirtschaft, Technologie und Verkehr unter Ministerin Susanne Knorre. 2003 wurde er im Willy-Brandt-Haus Leiter der Unternehmenskommunikation der Deutschen Druck- und Verlagsgesellschaft mbH (dd_vg).
2004 war er mit Sven Rawe und Michael Geffken einer der Gründer des Deutschen Instituts für Public Affairs (DIPA) in Berlin, das als privates wissenschaftliches Weiterbildungsinstitut durch Publikationen, Lehrgänge und Hochschulkooperationen die Managementfunktion Public Affairs in Unternehmen und Verbänden weiterentwickelte. Die DIPA-Gesellschaft wurde 2009 ordentlich aufgelöst. Das DIPA gab unter Althaus’ Schriftleitung beim Lit Verlag die Buchreihe Public Affairs und Politikmanagement sowie die Fachzeitschrift Public Affairs Manager heraus.
Seit 2008 war er hauptberuflich Gastprofessor für Sozialwissenschaften an der Technischen Hochschule Wildau (FH) und wurde dort 2011 als Professor für Sozialwissenschaften berufen. Von 2009 bis 2015 war er stellvertretender Vorsitzender des Vorstands des An-Instituts für weiterbildende Master-Studiengänge, des Wildau Institute of Technology (WIT). Im Kontext des Studiengangs Europäisches Management fungierte er für die Hochschule ab 2013 als Herausgeber der begutachteten studentischen Online-Fachzeitschrift Journal of European Management & Public Affairs Studies (JEMPAS). 2016 bis 2017 war er in Wildau Vertretungsprofessor für Volkswirtschaftslehre mit Schwerpunkt Internationale Wirtschaftspolitik.
2018 nahm er den Ruf als Professor für Politische Kommunikation an die Fakultät Management und Recht der Hochschule für öffentliche Verwaltung und Finanzen Ludwigsburg an; er lehrte dort im Studiengang Public Management. Althaus war auch Lehrbeauftragter an der Technischen Universität Berlin, der Freien Universität Berlin, der Universität für Weiterbildung Krems, dem Touro College Berlin, der Fachhochschule Gelsenkirchen (heute Westfälische Hochschule Gelsenkirchen Bocholt Recklinghausen) und der Hochschule Bremen (Internationaler Studiengang Politikmanagement).
Von 2019 bis 2021 leitete Marco Althaus die Redaktion der Alfelder Zeitung.

## Mitgliedschaften, Beiräte
Er ist Vertrauensdozent der SPD-nahen Friedrich-Ebert-Stiftung. Er ist Mitglied des Arbeitskreises Politik und Kommunikation der Forschungsgesellschaft Deutsche Vereinigung für Politische Wissenschaft. Er ist Redaktionsbeirat des Magazins Politik & Kommunikation und Mitglied der Jury des jährlichen PolitikAwards sowie Mitglied des Kuratoriums von polisphere e.V., Verein zur Förderung der Politischen Kommunikation und Information (früher: poli-c.de, München).

## Veröffentlichungen (Auswahl)
Neben Aufsätzen und Artikel in Forschungszeitschriften, Fachpresse und Publikumspresse veröffentlichte Marco Althaus zwölf Bücher:
- Marco Althaus (Hrsg.): Die Medien im Wahlkampf. Bewährungsprobe für die Vermittler in der Demokratie Frankfurt am Main: Peter Lang Verlagsgruppe 2017.
- Marco Althaus, Florian Busch-Janser (Hrsg.): Karriereguide Verbandsmanagement Berlin: Polisphere 2016.
- Marco Althaus, Gerhard Göhler, Cornelia Schmalz-Jacobsen, Christian Walther (Hrsg.): Medien, Macht und Metropolen: Politische Kommunikation in der Großstadt Frankfurt am Main: Peter Lang Verlagsgruppe 2012.
- Marco Althaus (Hrsg.): Die Anti-Harvards. Wie Bildungskonzerne Amerikas Hochschulwesen revolutionieren Münster und Berlin: Lit Verlag 2009.
- Marco Althaus (Hrsg.): Kampagne! 3 Neue Strategien im Grassroots Lobbying für Unternehmen und Verbände Münster und Berlin: Lit Verlag 2008.
- Marco Althaus: Delphi-Studie Politische Kommunikation 2030. Wie Politikexperten unter 45 die Zukunft an der Schnittstelle von Politik, Wirtschaft und Medien sehen Berlin: Helios 2007.
- Marco Althaus, Michael Geffken, Sven Rawe (Hrsg.): Handlexikon Public Affairs Münster und Berlin: Lit Verlag 2005.
- Marco Althaus, Dominik Meier (Hrsg.): Politikberatung: Praxis und Grenzen Münster und Berlin: Lit Verlag 2004.
- Marco Althaus: Machiavellis Machtfibel. Politikmanagement in Cartoons Norderstedt: Bod 2004.
- Marco Althaus, Vito Cecere (Hrsg.): Kampagne! 2 Neue Strategien für Wahlkampf, PR und Lobbying Münster und Berlin: Lit Verlag 2002.
- Marco Althaus (Hrsg.): Kampagne! Neue Strategien für Wahlkampf, PR und Lobbying Münster und Berlin: Lit Verlag 2001.
- Marco Althaus: Wahlkampf als Beruf. Die Professionalisierung der Political Consultants in den USA. [Diss.] Frankfurt am Main: Peter Lang Verlagsgruppe 1998.